# Apocromatico

Sistema apocromatico classico; la luce rossa, quella verde e quella blu sono a fuoco alla stessa distanza f dal centro del sistema

È chiamato apocromatico un sistema ottico, che presenta aberrazione cromatica in misura estremamente ridotta, per definizione pari a zero per tre lunghezze d'onda specifiche. L'assenza di aberrazione cromatica (dovuta alla dispersione ottica delle lenti) è un limite ideale. Tale aberrazione, infatti, non può essere eliminata completamente, ma solo ridotta a valori molto bassi.
In particolare, per sistema apocromatico s'intende un sistema ottico in grado di mettere a fuoco nello stesso punto la luce di tre diverse lunghezze d'onda (cioè di tre diversi colori). Un sistema apocromatico classico è realizzato accoppiando almeno tre vetri diversi, aventi differenti coefficienti di dispersione (tipicamente  vetro flint, vetro crown e spesso vetro alla fluorite, materiale a bassa dispersione ottica, che può sostituire il vetro crown). Attualmente i sistemi apocromatici sono quasi corretti per le lunghezze d'onda del blu, rosso, violetto e verde.
Gli obiettivi apocromatici sono stati calcolati e costruiti per la prima volta da Ernst Abbe nel 1886. In fotografia tali ottiche vengono indicate con la sigla APO. In microscopia il problema della aberrazione cromatica viene parzialmente risolto con un obiettivo semi-apocromatico, accoppiato con oculare compensatore, che corregge la residua aberrazione da ingrandimento.